# 小学

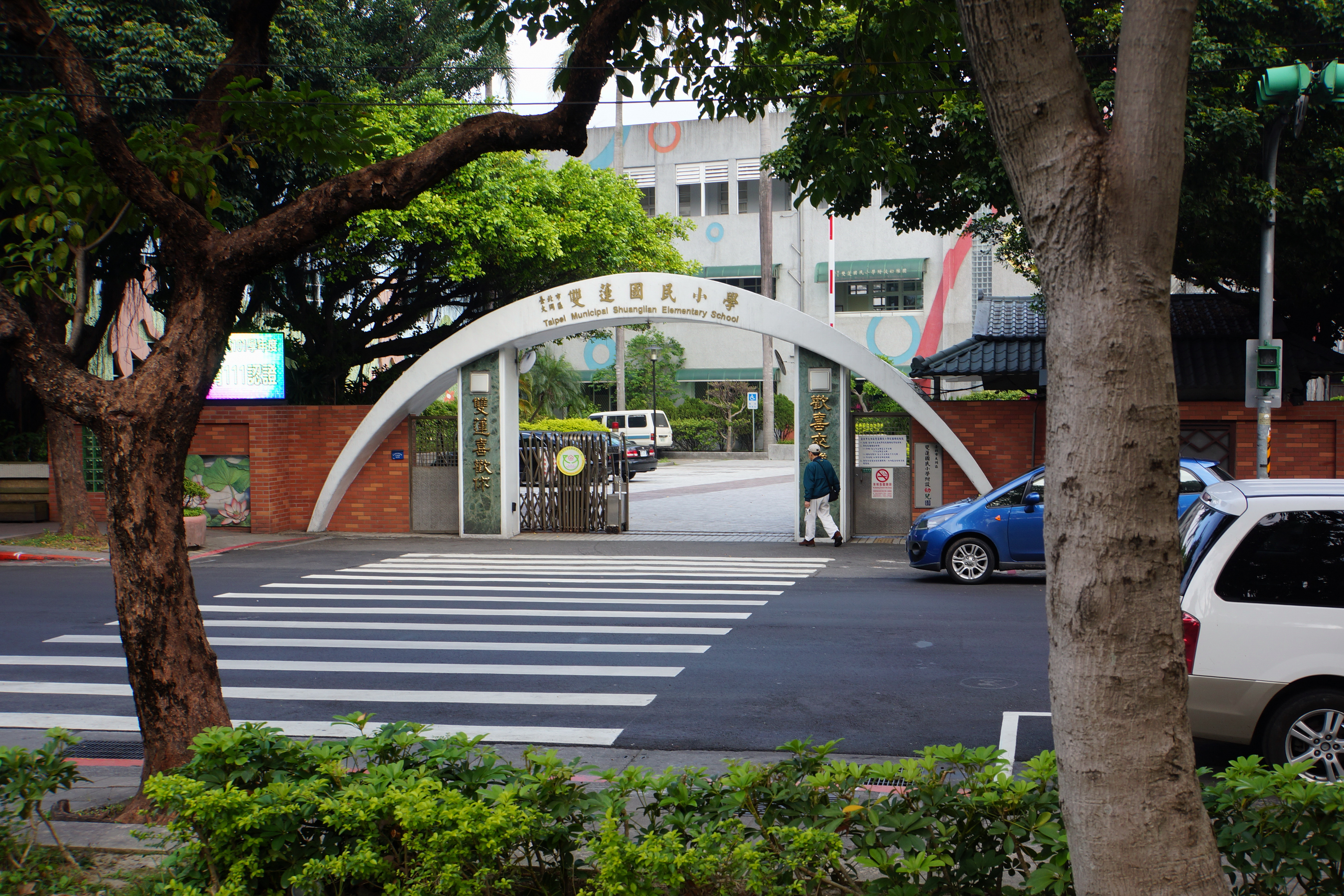
臺北市大同區雙蓮國民小學

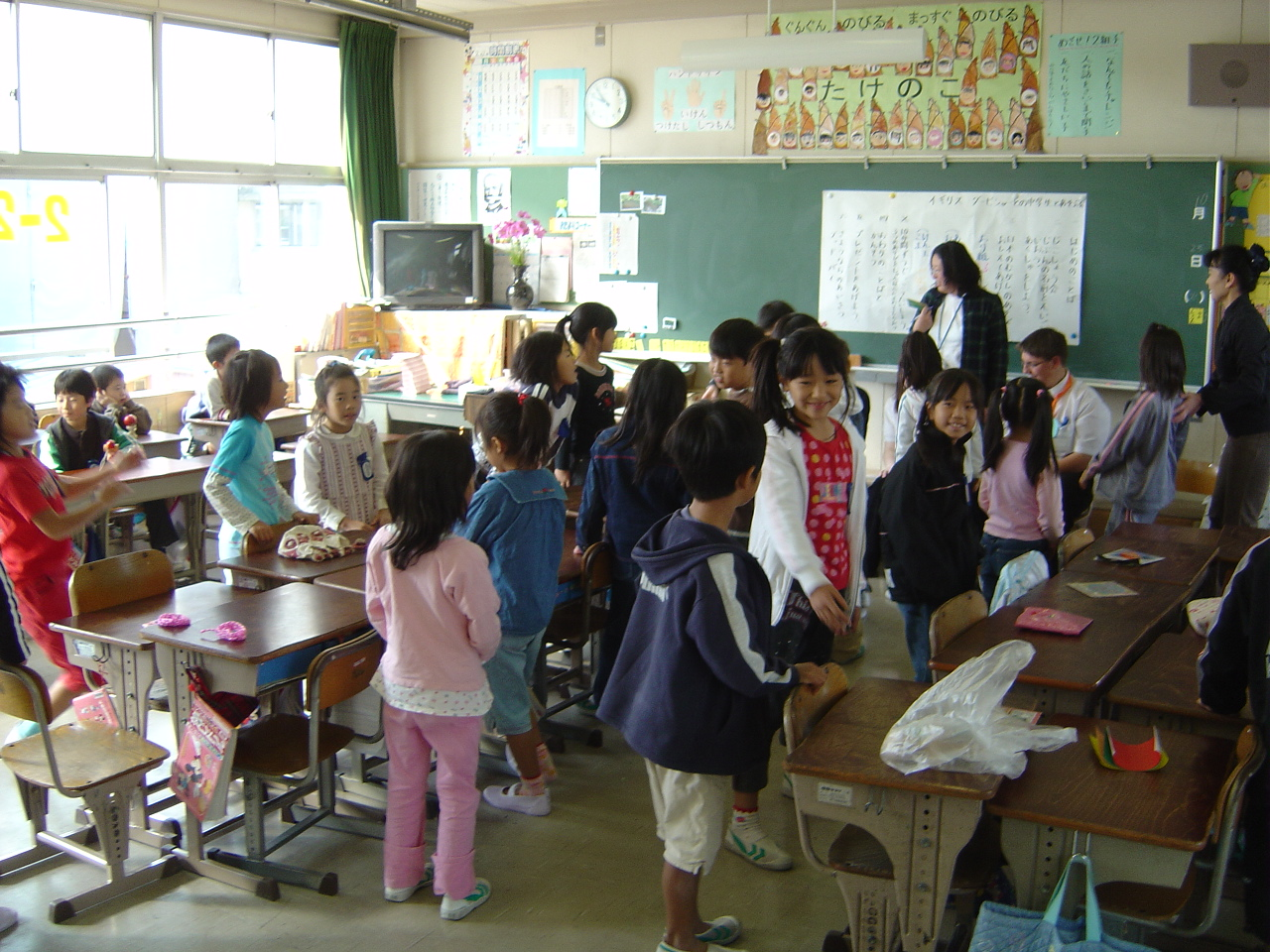
日本的小學

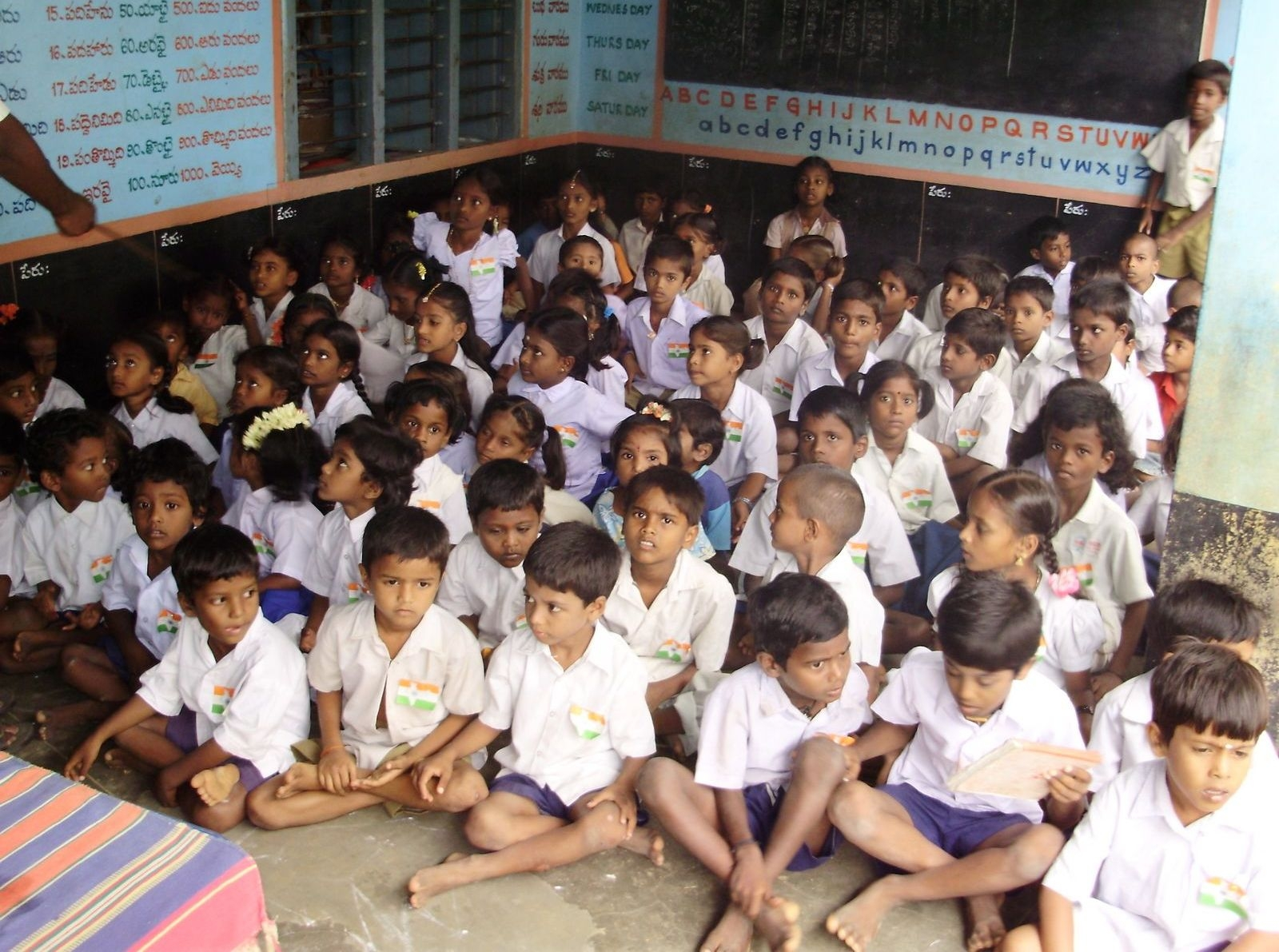
印度的小學

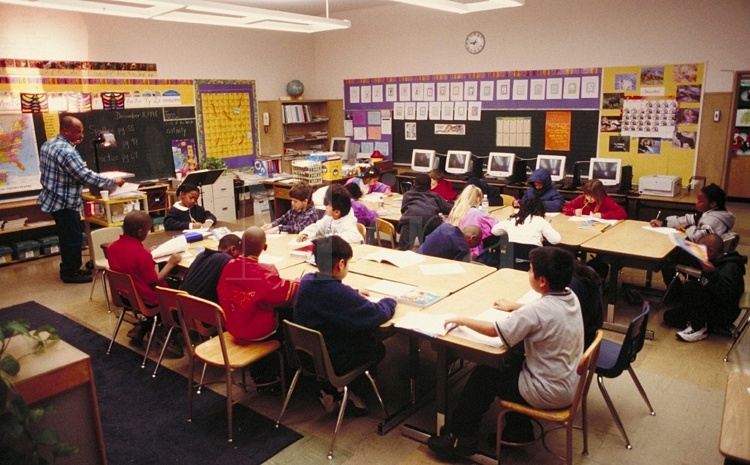
美國的小學

小學，是人們接受最初階段正規教育的學校，是基礎教育的重要组成部分。一般6歲到12歲為小學適齡兒童，為初等教育機構，小學階段教育的年限通常是6年。小學教育階段後為中學教育階段。

## 源流
小學最早是指文字，音韻，訓詁等基礎學問，後來成為開蒙教育的意思，小學還存在社學、義學或貴族學校等學校中。在一些私塾、書院如明道書院，也分小學部分。
明天啟三年（1623年），意大利傳教士艾儒略在《職方外紀》中將歐洲的各類學校譯為「小學」、「中學」、「大學」。《職方外紀》卷二云：「歐邏巴諸國皆尚文學，國王廣設學校。一國一郡有大學、中學，一邑一鄉有小學。」
清代末年擬定的壬寅學制中，小學堂為第二初級的教育機構。
中華民國初期，小學堂一般被稱作小學校，簡稱“小學”。1912年9月，中华民国教育部颁布《小学校令》，分初等小学校（简称“初小”）、高等小学校（简称“高小”）两级。初等小学为四年（义务教育）、高等小学为三年，总共七年，从儿童满6岁起至14岁为止。小学校同时设立初小、高小的，称为完全小学校（简称“完小”）。学生在高等小学校毕业后可进入中学校或师范学校、甲种实业学校。
1944年實施《國民學校法》，各小學改名為國民學校，簡稱國校，1968年國民義務教育往上延伸到初級中學（此後改稱國民中學），總共9年；國民學校則改稱國民小學，年限6年，簡稱國小；1949年中華人民共和國成立後，轄下的國民學校均復名為「小學」。

## 小学教育目标
小学教育的目标通常是培养学生使具有良好的思想品德；逐步培养学生独立的逻辑思维能力，简单的计算能力，读写能力；掌握一些基本的自然常识。

## 小学课程
世界各地小學課程視當地教育主管機關而有所不同。

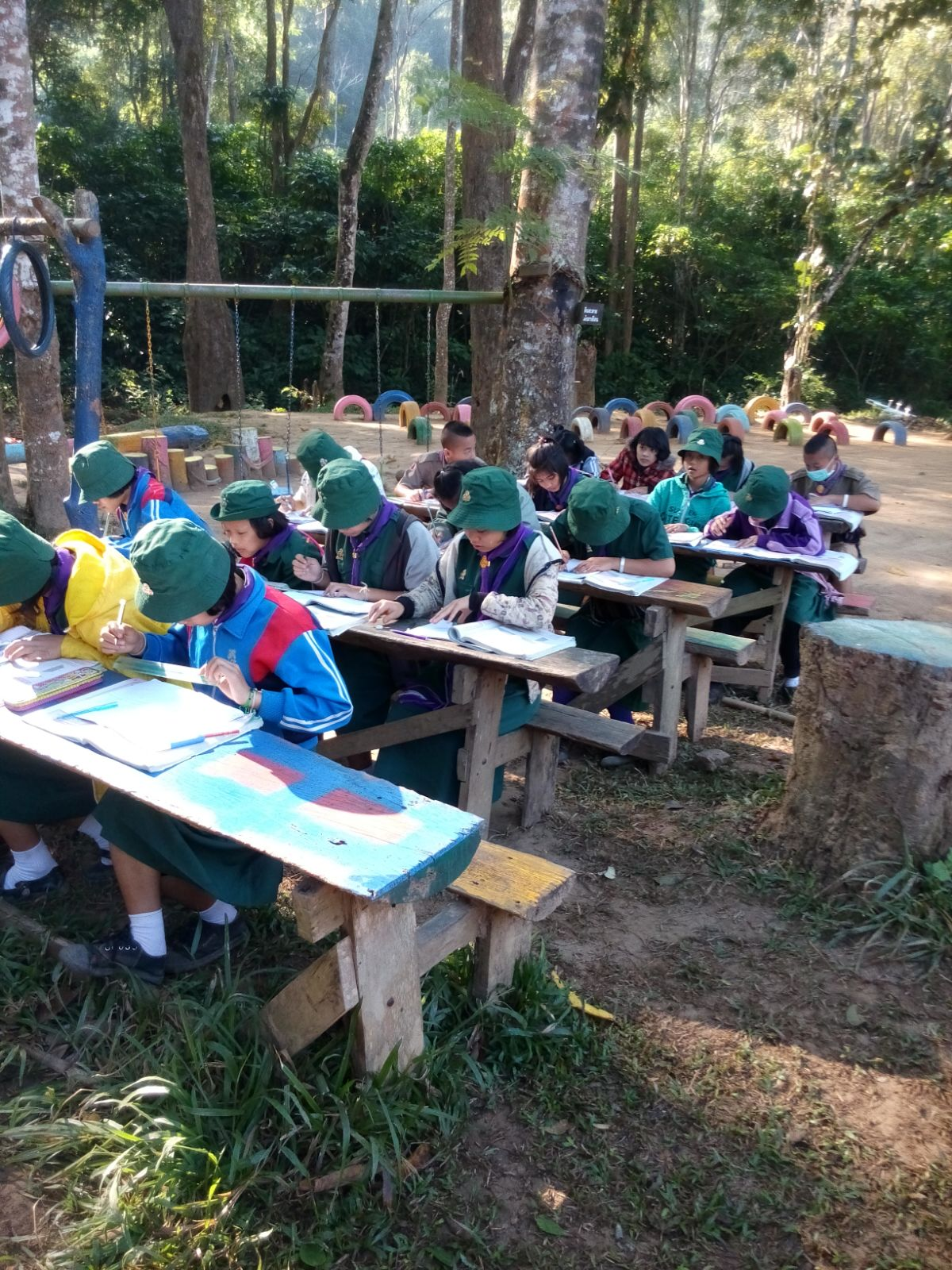
泰国露天小学

### 中國大陸
中國大陸的小學教育是九年義務教育的一部分。中华人民共和国义务教育法规定任何適齡兒童都必須接受小學教育，學費有困難者可以透過申請兩免一補免費上學。教育部門原則上規定只有當年9月1日前滿6（或7）周歲的兒童才能在該學年開始時（即當年9月1日）進入小學學習。
中國大陸的小學教育分成兩種制度：五年制與六年制。目前，絕大多數省市实行的是六年制。這些省市的初中教育為三年，因此被稱作“六三制”。而上海市、山東省等部分省市實行的是五年制小學教育，學生在小學接受五年教育，在初中接受四年教育，完成義務教育阶段的學習，因此被稱作“五四制”。以往，學生在小學階段需要學習語文、數學、自然常識（或：科學）、社會（或：品德與社會）、思想品德（或：品德與生活）、音樂、美術、體育、計算機（或：信息技術）等課程。
作為九年制義務教育的開端，小學教育在中國大陸占有極為重要的地位。小學教育的模式也為學生以後接受基礎教育打下了良好的基礎。

#### 历史
1951年10月中央人民政府政务院公布《关于改革学制的决定》，全日制小学学制未改动，增加了对成人实施小学教育的“工农速成初等学校”、“业余初等学校”和识字学校。1959年3月中共中央、国务院关于试验改革学制，即“学制要缩短、教育要革命”“开门办学”，从1960年开始，部分地区实施了小学五年一贯制、中学五年一贯制、中小学十年一贯制或初中小学九年一贯制、高中再分文理科等，这一时期由于小学师资普及，基本取消了初小、高小划分，普及了完全小学。
1984年，随着《中华人民共和国义务教育法》的制订实施，中国大陆的五年制小学普遍延长一年改成了六年制小学，并把小学办学责任交给了乡镇基层政府与厂矿企业，谓之“集资办学”。中国大陆依旧有部分地区实行小学五年制。
1976年至2016年間，中國大陸由于农村地区人口向城市集中，农村生源缺乏的地区开始集中办学，很多乡镇合并撤销到只剩一所中心小学，因此消失了大概91.6萬所小學。
中国大陸现行中小学学制，起源于1922年的北洋政府效仿美国的壬戌学制，采用6-3-3学制，其中小学教育的6年，又分为初小4年、高小2年，因此小学校分为初级小学、高级小学和完全小学。由于当时中华民国大陆时期长期陷于军阀战争、经济落后的局面，文教事业不普及，甚至高小毕业就算是“小知识分子”。

#### 问题
1. 當前，中國大陸小學教育的覆蓋率已經超過99%，入学率接近100%，絕大多數兒童都可以在合適的時候接受小學教育。但是在某些地方，由於經濟落後、地方觀念等因素，仍然有部分適齡兒童無法入學。雖然教育机构與政府部門在試圖解決這些問題，但是突破不大。[來源請求]
2. 由於教育體制依舊是以考試為主（“应试教育”、“中式教育”），所以小學生同樣也會面臨繁重的學習壓力。同時部分學校過於注重升學率與考試成績，導致學生嚴重偏科，校方往往將語文、數學列為主要科目，其他的作為次要科目。另外，在大陆（尤其是非一线城市）体育老师“被生病”也是常见的情况。教育部與輿論一致認為此舉不適宜學生的全面發展。教育機關曾經多次下令要求減輕學生的課業負擔，推行綜合素質教育，但是成效有限。

### 香港
香港小學課程為六年（小一至小六），是義務教育的一部分，學生完成六年小學後會通過香港教育局升中派位機制升讀中學。
小學課程主要包括中國語文、英國語文、數學及常識，亦包括音樂、視覺藝術、體育、電腦及普通話。過去常識科前身為社會科、科學科、健康教育科三科，合稱社科健，於1990年代中期合併為常識。過去小學是半日制，分上午校和下午校，現今則以全日制為主。2000年後，由於香港的適齡學童人數減少，香港出現縮班殺校的情況，教席減少導致出現超額教師，教育界因此爭取推行小班教學，唯香港政府對此態度並不積極，香港的師資水平也備受關注，其中香港教育學院（今香港教育大學）雖然是香港師資培訓的主要院校，但該校語文水平被指長期不達標，在英語水平測試的表現是香港八間教資會資助大學中最差，令外界關注將會為人師表的該校畢業生在學校任教的能力。
據香港教育條例規定，就讀小學一年級的最低入學年齡是5歲零8個月（即在開學該年（西曆1月1日至12月31日）內滿6歲）。開學日為每年的9月1日，如果該日為週末，則順延至下星期一。

### 台灣
臺灣國民小學課程的學習領域主要有語文學習領域（包含中文、英語、本土语言（臺語、客語與原住民語），中文在小學稱作「國語」，國中或以上稱作「國文」）、生活領域（小學1、2年級的科目，為自然科學、藝術、社會領域的合併科目）、數學領域、社會領域、自然科學領域、藝術領域、健康與體育領域、彈性課程、綜合活動領域，以及六大重大議題（資訊教育、環境教育、性別平等教育、人權教育、生涯發展、家政教育）；其使用課本因學校而有所不同。

### 馬來西亞
小學分為兩種，國民小學與國民型小學。國民型小學（Sekolah Jenis Kebangsaan，SJK）採用中文、马来文或淡米尔语為教學媒介語，國民小學（Sekolah Kebangsaan，SK）除了英語、科學和數學採用英文教學之外，所有科目使用馬來語為教學媒介語。在晉升進入中學教育之前，小學生在六年级需參加小六鑑定測驗（Ujian Pencapaian Sekolah Rendah，UPSR），馬來語（国语）不及格的考生須讀為期一年的中學預備班(Peralihan)。